# 홍란
홍란(1986년 6월 23일 ~ )은 대한민국의 골프 선수이다.

## 학력
- 낙생고등학교
- 경원대학교 사회체육학과

## 경력
- 엠유스포츠
- 2010년 제2대 KLPGA 홍보모델
- 2011년 제3대 KLPGA 홍보모델
- 2012년 제4대 KLPGA 홍보모델
- 메리츠 금융그룹
- 삼천리 스포츠단

## 수상
- 2006년 한국여자프로골프 베스트드레서
- 2008년 KLPGA 투어 레이크사이드 여자 오픈 우승
- 2010년 KLPGA 투어 에쓰오일 챔피언스 인비테이너셜 우승
- 2010년 하이마트 한국여자프로골프 대상 국내 부문 특별상
- 2014년 메트라이프 한국경제 제36회 KLPGA 챔피언십 2위

## 방송
- 2022년 MBC 생방송 행복드림 로또 6/45 - 게스트 1029회